# Adoretus ismaili
Adoretus ismaili är en skalbaggsart som beskrevs av Abdullah och Roohi 1968. Adoretus ismaili ingår i släktet Adoretus och familjen Rutelidae. Inga underarter finns listade i Catalogue of Life.